# 加藤紘
加藤 紘（かとう ひろし、1942年 - ）は、日本の教育者、医学者。専門は産婦人科学。山口大学第11代目学長。医学博士（1971年、山口大学にて取得）。同大学名誉教授。

## 略歴
1942年生まれ。山口大学医学部卒業。1988年同大学助教授から教授に昇任。1997年4月同大学医学部教授、同年同大学医学部長を経て、2002年5月、同大学第11代目学長に就任した。2006年同大学退官。同大学名誉教授。

## 研究・論文
- 加藤紘, 「人絨毛性GonadotropinのRadioimmunoassayに関する研究 妊娠ならびに絨毛性疾患のHCG動態」『日本産科婦人科学会雑誌』 22巻 12号 1970年12月, p.1317-1326, NAID 110002125649, 山口大学博士論文 甲第40号 1971年, NAID 500000394767。
- 縄田修吾, 加藤紘, 中村和行, 「SCC腫瘍マーカーの発現とその機能解析」『生物物理化学』 42巻 4号 1998年 p.257-263, doi:10.2198/sbk.42.257。
- 加藤紘, 田原鐵之助, 「トップインタビュー 国立大学法人山口大学長 加藤紘氏」『やまぐち経済月報』 (358), p.2-9, 2005-02, 山口経済研究所, NAID 40006649780。